# Le Sap-André
Le Sap-André ist eine französische Gemeinde mit 125 Einwohnern (Stand: 1. Januar 2022) im Département Orne in der Region Normandie. Sie gehört zum Kanton Vimoutiers im Arrondissement Mortagne-au-Perche.

## Lage
Nachbargemeinden sind La Ferté-en-Ouche im Norden und Osten, Touquettes im Südosten, La Trinité-des-Laitiers im Süden, Saint-Evroult-de-Montfort im Südwesten und Chaumont im Westen.

## Bevölkerungsentwicklung
| Jahr      | 1962 | 1968 | 1975 | 1982 | 1990 | 1999 | 2008 | 2016 |
| --------- | ---- | ---- | ---- | ---- | ---- | ---- | ---- | ---- |
| Einwohner | 220  | 194  | 169  | 143  | 125  | 124  | 134  | 115  |

## Sehenswürdigkeiten

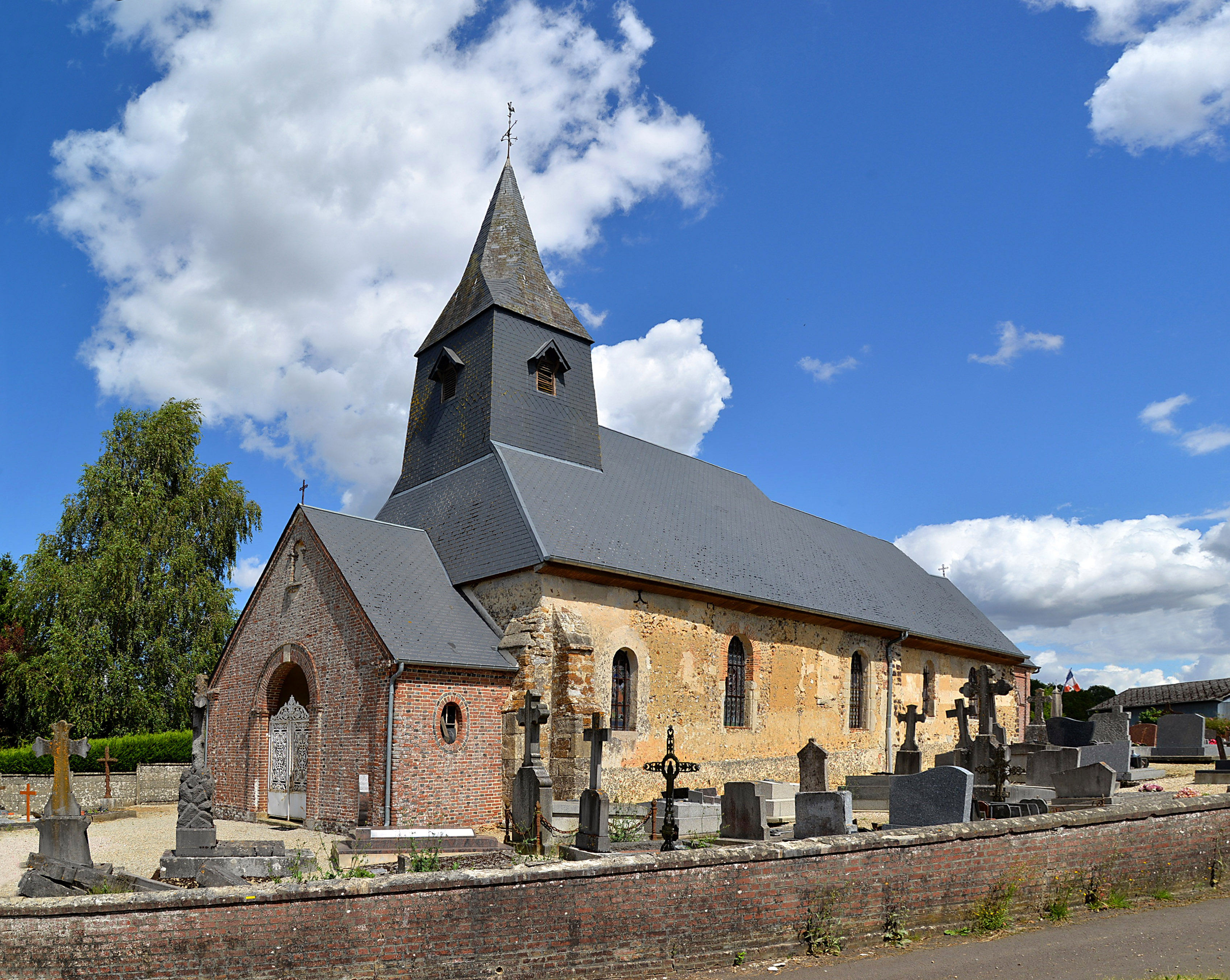
Kirche Saint-Aubin

- Kirche Saint-Aubin